# André Glucksmann
André Glucksmann (Boulogne-Billancourt, 19 de juny de 1937 - París, 10 de novembre de 2015) fou un filòsof i assagista francès.
Malgrat haver començat la seva carrera amb un posicionament ideològic a l'esquerra adherit a les idees marxistes i haver sigut militant maoista durant la seva joventut, es va anar acostant gradualment cap a un rumb dretà, arribant fins i tot a donar suport a Nicolas Sarkozy a les eleccions presidencials franceses del 2007.
És pare de l'eurodiputat francès (2019-2024) Raphaël Glucksmann.